# 山谷站 (韓國)
山谷站（：／ Sangok yeok */?）是首爾地鐵7號線沿線的一座地下車站，位於韓國仁川廣域市富平區山谷洞。

## 車站結構
站體為2面2線側式月台的地下車站，候車月台設有月台幕門，並有7處出口。

### 月台配置
| 富平區廳 ↑ |
| \| 上      |
| ↓ 石南     |

| 月台 | 路線           | 目的地                                         |
| ---- | -------------- | ---------------------------------------------- |
| 上行 | ●首爾地鐵7號線 | 新中洞、高速巴士客运站、四佳亭、面牧、長岩方向 |
| 下行 | ●首爾地鐵7號線 | 石南方向                                       |

## 歷史
- 2014年10月30日：開工。
- 2021年5月22日：落成啟用。

## 車站周邊
- 富平郵局
- 乐天玛特富平店
- 富平I Park大廈
- 仁川外語高校
- 韓國通用汽車富平廠
- 元積山公園
- 元積山隧道
- 白雲站

## 相鄰車站
仁川交通公社
●首爾地鐵7號線
富平區廳（759）－山谷（760）－石南（761）